# Hirsegarten
Hirsegarten ist ein Wohnplatz der Gemeinde Spreenhagen im Landkreis Oder-Spree in Brandenburg.

## Geografische Lage
Der Wohnplatz liegt südsüdöstlich des Gemeindezentrums. Östlich liegt der weitere Wohnplatz Pudel/Storkower Str., südlich der Wohnplatz Kerring. Die umliegenden Flächen werden vorzugsweise landwirtschaftlich genutzt und durch den zwischen Hirsegarten und Kerring verlaufenden Dükergraben in den  Oder-Spree-Kanal entwässert.

## Geschichte
Ausweislich einer Statistik aus dem Jahr 1895 standen im Ort zwei Wohngebäude. Hirsegarten kam im Jahr 1931 zur neu gegründeten Landgemeinde Spreenhagen.